# Leichtathletik-Länderkampf der Männer 1953 Griechenland – BR Deutschland
| 14. Leichtathletik-Länderkampf mit bundesdeutscher Beteiligung 1953 | 14. Leichtathletik-Länderkampf mit bundesdeutscher Beteiligung 1953 |               |
| ------------------------------------------------------------------- | ------------------------------------------------------------------- | ------------- |
|                                                                     |                                                                     |               |
| Ländervergleich der Männer: Griechenland – BR Deutschland           |                                                                     |               |
| Austragungsort                                                      | Athen                                                               |               |
| Wettbewerbe                                                         | 20                                                                  |               |
| Datum                                                               | 9./10. September 1953                                               |               |
| 1. FRG 2. GRC                                                       | 117 Punkte 071 Punkte                                               |               |
| Chronik                                                             |                                                                     |               |
| ← FRG-AUT/FRG-YUG (F)                                               | TUR-FRG (M) →                                                       | TUR-FRG (M) → |

Der vierzehnte Vergleich des Länderkampfjahres 1953 brachte den deutschen Männern mit Griechenland wieder einen neuen Gegner. Die mit der Begegnung gegen Jugoslawien am 5./6. September in Zagreb begonnene Wettkampfreise wurde am 9./10. September in der griechischen Hauptstadt Athen fortgesetzt.

## Wettbewerbe und Modus
Ausgetragen wurden wie in den meisten anderen Begegnungen der Männer in dieser Saison zwanzig Wettbewerbe. Von den olympischen Disziplinen fehlten nur der Marathonlauf, die beiden Gehstrecken und der Zehnkampf. Hier kam ausnahmsweise wie auch im nachfolgenden Vergleich mit der Türkei in den Einzeldisziplinen nicht die Standardwertung zur Anwendung. Stattdessen erhielten die Sieger nur jeweils vier statt fünf Punkte. In den Staffeln wurden die Punkte mit drei zu eins vergeben.

## Ergebnis
Mit Ausnahme des 110-Meter-Hürdenlaufs gingen alle Disziplinwertungen an das bundesdeutsche Team. Darunter waren sieben Doppelerfolge für die bundesdeutschen Leichtathleten. Die Bundesrepublik Deutschland siegte mit 117 zu 71 Punkten.

## Resultate

### 100 m
| Platz | Athlet            | Land | Zeit (s) |
| ----- | ----------------- | ---- | -------- |
| 1     | Heinz Fütterer    | FRG  | 10,7     |
| 2     | Stefanos Petrakis | GRC  | 10,7     |
| 3     | Heinz Kosina      | FRG  | 11,0     |
| 4     | Michail Tsolakis  | GRC  | 11,0     |

Datum: 9. September

### 200 m
| Platz | Athlet                | Land | Zeit (s) |
| ----- | --------------------- | ---- | -------- |
| 1     | Heinz Fütterer        | FRG  | 21,5     |
| 2     | Stefanos Petrakis     | GRC  | 22,4     |
| 3     | Heinz Kosina          | FRG  | 22,4     |
| 4     | Nikolaos Georgopoulos | GRC  | 22,5     |

Datum: 10. September

### 400 m
| Platz | Athlet              | Land | Zeit (s) |
| ----- | ------------------- | ---- | -------- |
| 1     | Karl-Friedrich Haas | FRG  | 47,5     |
| 2     | Hans Geister        | FRG  | 47,6     |
| 3     | Vassilios Syllis    | GRC  | 48,9     |
| 4     | Kalaitzis           | GRC  | 51,5     |

Datum: 9. September

### 800 m
| Platz | Athlet                   | Land | Zeit (min) |
| ----- | ------------------------ | ---- | ---------- |
| 1     | Günter Dohrow            | FRG  | 1:53,0     |
| 2     | Urban Cleve              | FRG  | 1:53,9     |
| 3     | Evangelos Depastas       | GRC  | 1:54,5     |
| 4     | Dimitrios Konstantinidis | GRC  | 1:54,9     |

Datum: 10. September

### 1500 m
| Platz | Athlet                   | Land | Zeit (min) |
| ----- | ------------------------ | ---- | ---------- |
| 1     | Werner Lueg              | FRG  | 3:57,8     |
| 2     | Rolf Lamers              | FRG  | 3:58,4     |
| 3     | Dimitrios Konstantinidis | GRC  | 3:59,6     |
| 4     | Evangelos Depastas       | GRC  | 4:00,0     |

Datum: 9. September

### 5000 m
| Platz | Athlet                 | Land | Zeit (min) |
| ----- | ---------------------- | ---- | ---------- |
| 1     | Heinz Laufer           | FRG  | 15:04,2    |
| 2     | Kostadinos Theodorakis | GRC  | 15:46,2    |
| 3     | Dieter Schlegel        | FRG  | 16:06,0    |
| 4     | Vanbetta               | GRC  | 16:30,8    |

Datum: 9. September

### 10.000 m
| Platz | Athlet                 | Land | Zeit (min) |
| ----- | ---------------------- | ---- | ---------- |
| 1     | Hermann Eberlein       | FRG  | 32:14,0    |
| 2     | Günter Heßelmann       | FRG  | 32:23,0    |
| 3     | Athanasios Ragazos     | GRC  | 32:54,0    |
| 4     | Kostadinos Theodorakis | GRC  | 36:26,0    |

Datum: 10. September

### 110 m Hürden
| Platz | Athlet             | Land | Zeit (s) |
| ----- | ------------------ | ---- | -------- |
| 1     | Ioannis Kabadellis | GRC  | 15,0     |
| 2     | Bert Steines       | FRG  | 15,3     |
| 3     | Wolfgang Troßbach  | FRG  | 15,8     |
| 4     | Mauanis            | GRC  | 15,9     |

Datum: 9. September

### 400 m Hürden
| Platz | Athlet              | Land | Zeit (s) |
| ----- | ------------------- | ---- | -------- |
| 1     | Heinz Ulzheimer     | FRG  | 53,9     |
| 2     | Kurt Bonah          | FRG  | 54,6     |
| 3     | Fotis Kosmas        | GRC  | 55,1     |
| 4     | Stamatis Smirniotis | GRC  | 55,4     |

Datum: 10. September

### 3000 m Hindernis
| Platz | Athlet                | Land | Zeit (min) |
| ----- | --------------------- | ---- | ---------- |
| 1     | Helmut Thumm          | FRG  | 9:24,4     |
| 2     | Georgios Papavasiliou | GRC  | 9:27,4     |
| 3     | Karl-Heinz Schmalz    | FRG  | 9:49,6     |
| 4     | Sideris               | GRC  | 9:56,2     |

Datum: 10. September

### 4 × 100 m Staffel
| Platz | Besetzung      | Land                                                              | Zeit (s) |
| ----- | -------------- | ----------------------------------------------------------------- | -------- |
| 1     | BR Deutschland | Bert Steines Peter Kraus Heinz Fütterer Heinz Kosina              | 42,1     |
| 2     | Griechenland   | Ventikos Michail Tsolakis Nikolaos Georgopoulos Stefanos Petrakis | 49,0     |

Datum: 9. September

### 4 × 400 m Staffel
| Platz | Besetzung      | Land                                                             | Zeit (min) |
| ----- | -------------- | ---------------------------------------------------------------- | ---------- |
| 1     | BR Deutschland | Friedel Stracke Hans Geister Heinz Ulzheimer Karl-Friedrich Haas | 3:22,8     |
| 2     | Griechenland   | Kalaitzis Leonidas Kormalis Evangelos Depastas Vassilios Syllis  | 3:29,3     |

Datum: 10. September

### Hochsprung
| Platz | Athlet                  | Land | Höhe (m) |
| ----- | ----------------------- | ---- | -------- |
| 1     | Werner Bahr             | FRG  | 1,91     |
| 2     | Wolfgang Massion        | FRG  | 1,88     |
| 3     | Michalis Panayotopoulos | GRC  | 1,85     |
| 4     | Georgios Marsellos      | GRC  | 1,80     |

Datum: 9. September

### Stabhochsprung
| Platz | Athlet             | Land | Höhe (m) |
| ----- | ------------------ | ---- | -------- |
| 1     | Julius Schneider   | FRG  | 4,215    |
| 2     | Rigas Efstathiadis | GRC  | 4,150    |
| 3     | Hanfried Oertel    | FRG  | 4,000    |
| 4     | Georgios Roumbanis | GRC  | 3,900    |

Datum: 10. September

### Weitsprung
| Platz | Athlet            | Land | Weite (m) |
| ----- | ----------------- | ---- | --------- |
| 1     | Heinz Oberbeck    | FRG  | 7,11      |
| 2     | Dimitrios Kipuros | GRC  | 6,87      |
| 3     | Genigiorgis       | GRC  | 6,76      |
| 4     | Friedel Schirmer  | FRG  | 6,47      |

Datum: 9. September

### Dreisprung
| Platz | Athlet           | Land | Weite (m) |
| ----- | ---------------- | ---- | --------- |
| 1     | Kurt Trozowski   | FRG  | 14,05     |
| 2     | Anastasios Dodos | GRC  | 13,95     |
| 3     | Koumoundouros    | GRC  | 13,79     |
| 4     | Heinz Oberbeck   | FRG  | 13,21     |

Datum: 10. September

### Kugelstoßen
| Platz | Athlet               | Land | Weite (m) |
| ----- | -------------------- | ---- | --------- |
| 1     | Werner Eckert        | FRG  | 14,88     |
| 2     | Kostadinos Yataganas | GRC  | 14,78     |
| 3     | Heinz Lutter         | FRG  | 14,57     |
| 4     | Kiotsantoyopoulos    | GRC  | 13,30     |

Datum: 9. September

### Diskuswurf
| Platz | Athlet               | Land | Weite (m) |
| ----- | -------------------- | ---- | --------- |
| 1     | Heinz Rosendahl      | FRG  | 46,36     |
| 2     | Kostadinos Yataganas | GRC  | 46,22     |
| 3     | Karl Oweger          | FRG  | 45,26     |
| 4     | Antonios Kounadis    | GRC  | 43,57     |

Datum: 10. September

### Hammerwurf
| Platz | Athlet          | Land | Weite (m) |
| ----- | --------------- | ---- | --------- |
| 1     | Karl Storch     | FRG  | 58,91     |
| 2     | Andreas Voutsas | GRC  | 42,13     |
| 3     | Mitsilis        | GRC  | 41,60     |
| 4     | Karl Wolf       | FRG  | 27,22     |

Datum: 10. September
Karl Wolf konnte verletzungsbedingt seine Leistungsfähigkeit nicht entfalten.

### Speerwurf
| Platz | Athlet              | Land | Weite (m) |
| ----- | ------------------- | ---- | --------- |
| 1     | Heinrich Will       | FRG  | 68,19     |
| 2     | Gerhard Keller      | FRG  | 65,59     |
| 3     | Petros Papageorgiou | GRC  | 62,64     |
| 4     | Peristiriakis       | GRC  | 50,67     |

Datum: 10. September